# Ladislau Rohonyi
Ladislau Rohonyi, cunoscut și ca László Rohonyi, (n. 1 septembrie 1938, Cluj, România – d. 1983) a fost un scrimer român specializat pe sabie și un antrenor la acest sport.
S-a apucat de scrimă la CSM Cluj sub îndrumarea lui Tiberiu Bartoș și Adalbert Pellegrini. A participat la Jocurile Olimpice de vară din 1960 de la Roma, fiind eliminat în turul al patrulea la proba individuală și clasându-se pe locul 6 pe echipe. Pentru realizările sale a fost numit maestru emerit al sportului în 1962.
După ce s-a retras, a devenit antrenor al lotului olimpic de scrimă. I-a pregătit, printre alții, pe Ioan Pop, Vilmoș Szabo și Vlad Șerban, antrenorul Rekăi Szabo. A murit în 1983.

## Distincții
- Ordinul „Meritul Sportiv” clasa a III-a (18 august 1976) „pentru rezultatele deosebite obținute la Jocurile olimpice de vară de la Montreal – 1976, precum și pentru contribuția adusă la dezvoltarea activității sportive și la creșterea prestigiului sportului românesc pe plan internațional” (menționat Ladislau Romonyi)[3]